# ベル・フルール
株式会社ベル・フルール（Belles Fleurs）は、フラワーデザイン販売、および専門学校を運営する会社。社名はフランス語で「美しい花」を意味する。

## 沿革
- 1981年 - フラワーデザインスクール「Belles Fleurs de Konno」創業。
- 2003年1月14日 - 有限会社ベル・フルール設立。
- 2007年 - 伊勢丹新宿店に常設店を出店。
- 2008年 - 松屋銀座店に出店。直営店である銀座本店を出店。
- 2010年 - 三越日本橋店に出店。
- 2013年 - 三越銀座店に出店。
- 2015年 - 直営店である虎ノ門店を出店。
- 2017年 - 大丸神戸店と三越名古屋栄店に出店。
- 2018年 - 松坂屋名古屋店に出店。
- 2019年 - 高島屋横浜店と西武池袋店に出店。
- 2021年 - JR名古屋タカシマヤに出店[1]。

## 事業内容
- フラワーギフト販売
- 通信販売事業
- フラワースクール運営（銀座校・常盤台校）[2]
- ブライダル事業
- 店舗、イベントディスプレイ、インテリアコーディネート
- 法人向けリース事業　（プリザーブドフラワー、アーティフィシャルフラワー）
- デモンストレーション、講演
- トークショー、講習会の企画運営
- TV出演、演出／監修、雑誌、書籍関連事業